# Haus Schwarzmühle

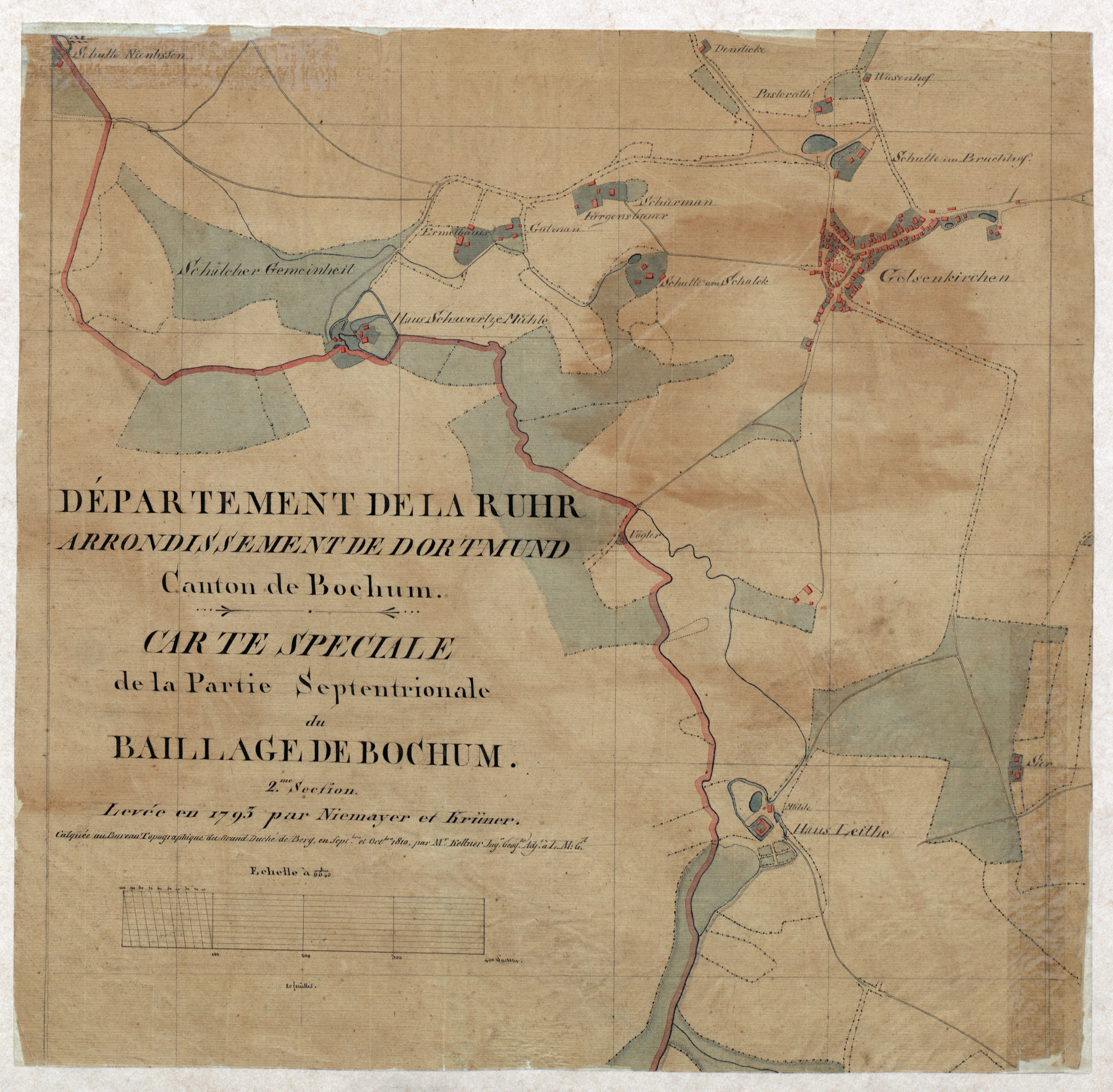
Niemeyersche Karte.

Haus Schwarzmühle war ein Rittergut in Schalke, Gelsenkirchen. Außer dem Haus befand sich hier eine Mühle (de swarte Möle) am Schwarzbach, einem Nebenfluss der Emscher. Der Schwarzmühlenhof wurde 1958 abgerissen.
Besitzer des Hauses waren u. a. die Herren von Averdunk.